# Inès Boubakri
Inès Boubakri (* 28. Dezember 1988 in Tunis) ist eine tunesische Florettfechterin.

## Erfolge
Inès Boubakri erfocht bei den Mittelmeerspielen ihre ersten internationalen Medaillen. 2009 gewann die Linkshänderin in Pescara Bronze, vier Jahre darauf in Mersin Silber. 2018 gelang ihr in Tarragona schließlich der Gewinn der Goldmedaille. Bei Weltmeisterschaften gewann sie 2014 in Kasan sowie 2018 in Wuxi jeweils die Bronzemedaille. 
Boubakri nahm an drei Olympischen Spielen teil. Bei ihrem Debüt 2008 in Peking schied sie nach ihrem ersten Gefecht aus und belegte Rang 33. Bei den Spielen 2012 in London erreichte sie das Viertelfinale, in dem sie Valentina Vezzali mit 7:8 unterlag. In Rio de Janeiro zog sie 2016 erneut ins Viertelfinale ein und besiegte in diesem Eleanor Harvey. Im anschließenden Halbfinale verlor sie gegen Elisa Di Francisca mit 9:12, setzte sich aber im abschließenden Gefecht um Rang drei gegen Aida Schanajewa mit 15:11 durch und gewann so die Bronzemedaille.
Sie ist seit 2014 mit dem französischen Fechter Erwann Le Péchoux verheiratet.
Während der Eröffnungsfeier der Olympischen Sommerspiele 2020 war sie gemeinsam mit dem Volleyballspieler Mehdi Ben Cheikh die Fahnenträgerin der tunesischen Delegation.